# Mario Ceccobelli
Mario Ceccobelli (Marsciano, 14 agosto 1941) è un vescovo cattolico italiano, dal 29 settembre 2017 vescovo emerito di Gubbio.

## Biografia
È nato a Marsciano il 14 agosto 1941.

### Formazione e ministero sacerdotale
Ha conseguito il diploma di scuola media superiore a Perugia ed ha frequentato i corsi di filosofia al Seminario arcivescovile di Perugia e quelli di teologia presso l'Istituto di Teologia del Seminario Regionale di Assisi. Per un anno è stato anche studente della Facoltà di Scienze politiche all'Università degli Studi di Perugia.
È stato ordinato presbitero il 3 settembre 1966 per l'arcidiocesi di Perugia-Città della Pieve.
Dal 1967 al 1968 è stato vicario parrocchiale a Tuoro sul Trasimeno e, dal 1969 al 1981, segretario personale dell'arcivescovo Ferdinando Lambruschini. Dal 1981 è stato parroco della popolosa parrocchia di Ponte Felcino, incarico che ha ricoperto fino al 1995.
In qualità di parroco di Ponte Felcino ha raccolto anche l'eredità dei suoi predecessori, don Vicarelli e don Bistoni, nell'opera di gestione e sviluppo dell'Associazione Amici del Malawi, onlus di natura cattolica con sede a Perugia che lega la locale arcidiocesi con la diocesi di Zomba.
Nel 1995 è stato "delegatus ad omnia negotia" nel periodo di sede vacante dell'arcidiocesi, dopo il trasferimento di monsignor Ennio Antonelli alla segreteria generale della CEI a Roma, e nel 1996 è stato nominato vicario generale dell'arcidiocesi perugina dall'arcivescovo Giuseppe Chiaretti.
Oltre al governo amministrativo dell'arcidiocesi ha pure ricoperto l'incarico di consigliere dell'Istituto Diocesano del Sostentamento del Clero, di assistente dei Convegni di Maria Cristina e consigliere spirituale dell'Équipe Nôtre-Dame.

### Ministero episcopale
Il 23 dicembre 2004 è stato nominato vescovo di Gubbio, succedendo così a monsignor Pietro Bottaccioli, ritiratosi per raggiunti limiti di età.
Ha ricevuto la consacrazione episcopale il 29 gennaio 2005 nella cattedrale di Perugia dall'arcivescovo Giuseppe Chiaretti, coconsacranti monsignor Pietro Bottaccioli (vescovo emerito di Gubbio) e monsignor Allan Chamgwera (vescovo emerito di Zomba). Ha fatto il suo ingresso in diocesi il 6 febbraio.
Il 29 settembre 2017 papa Francesco ha accolto la sua rinuncia al governo pastorale della diocesi di Gubbio per raggiunti limiti di età; gli è succeduto Luciano Paolucci Bedini, del clero dell'arcidiocesi di Ancona-Osimo.

## Genealogia episcopale
La genealogia episcopale è:
- Cardinale Scipione Rebiba
- Cardinale Giulio Antonio Santori
- Cardinale Girolamo Bernerio, O.P.
- Arcivescovo Galeazzo Sanvitale
- Cardinale Ludovico Ludovisi
- Cardinale Luigi Caetani
- Cardinale Ulderico Carpegna
- Cardinale Paluzzo Paluzzi Altieri degli Albertoni
- Papa Benedetto XIII
- Papa Benedetto XIV
- Cardinale Enrico Enriquez
- Arcivescovo Manuel Quintano Bonifaz
- Cardinale Buenaventura Córdoba Espinosa de la Cerda
- Cardinale Giuseppe Maria Doria Pamphilj
- Papa Pio VIII
- Papa Pio IX
- Cardinale Alessandro Franchi
- Cardinale Giovanni Simeoni
- Cardinale Antonio Agliardi
- Cardinale Basilio Pompilj
- Cardinale Adeodato Piazza, O.C.D.
- Cardinale Sebastiano Baggio
- Arcivescovo Giuseppe Chiaretti
- Vescovo Mario Ceccobelli